# 金光雄
金光雄（韓語：김광웅，1940年10月4日—2019年12月24日），韩国政治学家、教育家，明知專科大學原校长（2012年－2016年）。

## 生平
1940年生于京畿道京城府。1962年毕业于首尔国立大学，获法学学士学位。1965年毕业于首尔国立大学，获公共管理硕士学位。1971年毕业于美国夏威夷大学，获政治学博士学位。1972年开始在首尔国立大学公共管理学院研究生院任教，历任讲师、副教授、教授、院长（1992年－1994年）、兼职教授（2000年－2003年）、名誉教授（2004年－2006年）。2007年离休。2012年3月至2016年2月担任明知專科大學校长。金光雄一生主要研究大韩民国的官僚制和民主政治，出版有《韩国民主政治》《理想政府》《社会科学方法论》等书籍。他也积极参加社会活动，1999年至2002年曾任中央人事委员会首任主席。2019年12月24日在美国夏威夷逝世。